# Meridiophila fascialis
Meridiophila fascialis är en fjärilsart som beskrevs av Jacob Hübner 1796. Meridiophila fascialis ingår i släktet Meridiophila och familjen Crambidae. Inga underarter finns listade i Catalogue of Life.